# Rallye San Remo 1987
Rallye San Remo 1987 byla dvanáctou soutěží mistrovství světa v rallye 1987. Vítězem se stal Miki Biasion s Lancií Delta HF.

## Průběh soutěže
V prvním testu zvítězil Miki Biasion na voze Lancia Delta HF. Jeho týmový kolega Markku Alen měl defekt. Ve vedení tak byl bezpečně Biasion. Druhý byl Jean Ragnotti na voze Renault 11 Turbo. Na třetí pozici byl Bruno Saby s další Lancií. Čtvrtý byl Didier Auriol na voze Ford Sierra Cosworth. Za nimi jel Alen a Mikael Ericsson, který řídil Lancii Jolly Clubu. Sedmou pozici držel Francois Chatriot s druhým Renaultem. 
Ve druhé etapě hájil vedení Biasion před Ragnottim a Sabym. Saby se postupně propracoval před Ragnottiho. Další pozice držel Auriol a Alen. Stále se drželo pořadí Biasion, Saby, Ragnotti a Auriol. Ve čtvrté etapě havaroval Alen a ze soutěže odstoupil. 

## Výsledky
1. Miki Biasion, Siviero – Lancia Delta HF
2. Bruno Saby, Fauchille – Lancia Delta HF
3. Jean Ragnotti, Thimonier – Renault 11 Turbo
4. Didier Auriol, Occelli – Ford Sierra Cosworth
5. Tabaton, Tedeschini – Lancia Delta HF
6. Frequelin, Breton – Opel Kadett GSi
7. Fiorino, Pirollo – Lancia Delta HF
8. Mikael Ericsson, Johansson – Lancia Delta HF
9. Alessandrini, Alessandrini – Lancia Delta HF
10. Haider, Pattermann – Opel Kadett GSi